# Jaroslava Pencová
Jaroslava Pencová (Bratislava, 25 de junho de 1990) é um voleibolista profissional eslovaco, jogador posição central. Desde a temporada 2020/2021 é jogador do clube VK Brusno.

## Títulos
Clubes
Copa Eslováquia:
- 2008, 2009, 2011, 2012

Campeonato Eslováquia:
- 2009, 2012
- 2011, 2013
- 2008, 2010

Campeonato Alemão:
- 2014, 2015

Supercopa Polônia:
- 2018

Campeonato Polônia:
- 2019

Seleção principal
Liga Europeia:
- 2016